# Финансовое моделирование
Финансовое моделирование – это процесс построения абстрактного представления (финансовой модели) реальной или предполагаемой финансовой ситуации. В ходе финансового моделирования могут быть исследованы все или некоторые вопросы развития компании, изменения стоимости ценных бумаг и иные активы и объекты, имеющие финансовую оценку.
Термин «финансовое моделирование» широко применяется в сфере оценки инвестиционных проектов и в оценке бизнеса. В этом случае финансовые модели позволяют наглядно представить экономику проекта и оценить эффективность вложений в тот или иной актив.
Само финансовое моделирование применяется намного чаще. По существу, любое экономическое обоснование управленческого решения является финансовой моделью, а его подготовка – финансовым моделированием.
В основе финансового моделирования лежат методы математического, эконометрического и статистического моделирования.

## Виды финансового моделирования
В зависимости от свойств финансовых моделей может быть проведена различная классификация финансового моделирования.
По временному признаку финансовое моделирование можно разделить на две группы:
1. Финансовое моделирование для принятия стратегических решений;
2. Финансовое моделирование для принятия операционных (или тактических) решений.

К первой группе относятся финансовые модели для оценки инвестиционных проектов, определения стоимости бизнеса, макроэкономические прогнозы и т.д.
Ко второй группе относятся финансовые модели для прогнозирования эффекта от изменения системы мотивации, закупочной политики, внедрения налоговой оптимизации и т.д. 
В отдельную категорию, вероятно, стоит выделить финансовые модели написанные для целей нормирования. То есть такие модели, которые подготовлены на базе первоисточника. Как правило, первоисточником выступает нормативно-правовой акт, методика или отдельно прописанный алгоритм расчета какой-либо нормы, например, нормы расхода ГСМ. 
По объекту моделирования финансовое моделирование можно разделить на:
1. Финансовое моделирование для оценки инвестиционных проектов;
2. Финансовое моделирование развития действующей компании для её оценки;
3. Финансовое моделирование динамики котировок ценных бумаг (в т.ч. портфеля);
4. Финансовое моделирование на макроэкономическом уровне.

По охвату свойств моделируемого объекта финансовые модели делятся на:
1. Тематические;
2. Комплексные.

К первой группе относится финансовое моделирование отдельно взятого бизнес-процесса (или группы бизнес-процессов). Например, налоговое моделирование, моделирование продаж, моделирование закупочной деятельности, моделирование отдельно операционной деятельности компании, отдельно инвестиционной, отдельно финансовой.
Ко второй группе относится финансовое моделирование, охватывающее одновременно все аспекты развития изучаемого объекта. Например, моделирование в рамках единой модели и операционной, и инвестиционной, и финансовой деятельности компании.
По возможности повторного применения построенной финансовой модели происходит деление на:
1. Финансовое моделирование уникальных моделей;
2. Финансовое моделирование типовых моделей.

В первом случае повторное использование построенной финансовой модели затруднительно.
Во втором случае построенная финансовая модель может без существенных изменений использоваться для оценки существующих или будущих аналогичных объектов.
Также финансовое моделирование различается по отрасли:
1. Финансовое моделирование производственных объектов;
2. Финансовое моделирование в строительстве и девелопменте;
3. Финансовое моделирование в торговле и сфере услуг;
4. Финансовое моделирование в сфере IT.

По способу построения финансовой модели:
1. Финансовое моделирование с использованием ЭВМ;
2. Финансовое моделирование без использования ЭВМ.

## Базовые требования к финансовым моделям
1. Понятность. Информация, используемая в финансовой модели, и сделанные выводы должны быть понятны соответствующим пользователям.
2. Экономическая целесообразность. Затраты на подготовку и детализацию финансовой модели не должны быть больше выгоды от её создания. Эта выгода может проявиться как в выборе более эффективного проекта, так и в отказе от убыточных решений.
3. Контролируемость и прозрачность. Возможность пользователя разобраться в исходных данных, порядке и формулах расчетов, понять и проверить, как получаются отчетные значения.
4. Гибкость. Возможность быстро вносить изменения в исходные условия и получать новый результат без существенных временных затрат.
5. Управляемость и эргономичность. Финансовую модель нужно строить так, чтобы расчетные показатели зависели от предпосылок, и по прошествии некоторого времени и автор модели и другой пользователь могли разобраться, что и где нужно изменить, чтобы увидеть новый результат.

Концепция SMART устанавливает следующие требования к финансовой модели:
1. Прозрачность;
2. Гибкость;
3. Наглядность.

Многие финансовые институты устанавливают требования к финансовым моделям, предоставляемым при обосновании проектов. Например, Внешэкономбанк устанавливает следующие виды требований:
1. Требования к функциональным возможностям финансовой модели;
2. Требования к составу исходных данных (допущений) финансовой модели;
3. Требования к составу результатов финансовых прогнозов;
4. Методические указания по составлению финансовых прогнозов;
5. Оценка устойчивости финансовых показателей (коэффициентов);
6. Требования к описанию финансовой модели.

## Программы для финансового моделирования
В настоящее время на рынке предлагается достаточно много решений для финансового моделирования. Значительная часть программных продуктов создана для оценки инвестиций или формирования бюджетов. Значительное количество приложений для финансового моделирования построено на платформе Microsoft Office и, в частности, на основе Microsoft Excel. Большинство программ предполагает полностью или частично закрытый исходный код самой финансовой модели и распространяется на коммерческой основе.